# Сыльма
Сыльма (Сильма) — озеро в Радовицком сельском поселении Шатурского района Московской области, в 3,5 км к северо-западу от посёлка Радовицкий.
В нескольких сотнях метров к юго-востоку от озера находятся остатки бывшей железнодорожной станции «Сороковой Бор» разобранной ветки Сазоново-Пилево.
Необычное название Озера Сильма, происходит от Мордовского слова Сельме, что в переводе - Глаз.

## Физико-географическая характеристика
Озеро ледникового или карстового происхождения. Высота над уровнем моря — 127,2 м.
Площадь — 0,16 км² (16 га), длина — около 460 м, ширина — около 390 м. Для озера характерны отлогие, низкие, местами заболоченные берега.
Глубина — 1,5-2,5 м, максимальная глубина достигает 8 м. Дно песчаное, местами закоряжено. Вода прозрачная.
Зарастаемость озера 5 %. Среди водной растительности распространены осоки, камыш, тростник, кубышка, кувшинка, белокрыльник. В озере обитают окунь, щука, плотва, язь, карась. Встречаются ондатра и водяная крыса.
Озеро используется для рыболовства и отдыха населения, имеет научное значение. Вместе с прилегающими лесами образует комплексный заказник.